# Luh Kel
Turran Coleman (родился 20 мая 2002 г.), известный профессионально как Luh Kel, американский певец и рэпер. Он приобрел популярность после выпуска своего первого профессионального сингла «Wrong» в 2019 году, который занял 37-е место в Billboard Hot R&B/Hip-Hop Songs.

## Ранние годы
Кел родился в г. Луи (Миссури). Он начал заниматься фристайлом со своим двоюродным братом Каем и приобрел популярность в Instagram, первоначально записывая песни в доме своих бабушки и дедушки.

## Карьера
Кел выпустил свой сингл «Wrong» 5 апреля 2019 года. Песня заняла 37 строчку в чарте Billboard Hot R&B/Hip-Hop Songs. Он получил золотой сертификат RIAA. Песня «Wrong» принесла ему мировое признание: песня транслировалась по всему миру, ее распространяли на потоковых сервисах и в социальных сетях, таких как YouTube и TikTok.

### Гостевые выступления
| Заголовок     | Год  | другие художники | Альбом |
| ------------- | ---- | ---------------- | ------ |
| «Dripped Out» | 2020 | Quando Rondo     | QPac   |